# 日置光平
日置 光平（へき みつひら）は、江戸時代の武蔵国の刀工。
江戸石堂派の代表工。新刀上作にして良業物。「平安城住人山城守一法長男出羽守源光平」「日置七郎兵衛尉光平」銘の作刀から山城守一法の長男で日置七郎兵衛尉と称したことが判る。京を経て江戸赤坂に移住し、出羽守を受領する。また銘に菊紋を切ったものもある。晩年には入道して泰信法橋を名乗り、信州にても鍛刀している。弟とされる者に越前守宗弘がいる。また、同門の刀工対馬守常光は江戸時代の刀剣書『古今鍛冶備考』において光平の兄とされていたが、実際には光平の方が年長で源姓、常光は橘姓を銘に切り日置姓を名乗っていないなど、従来の説は疑問視されている。
作柄としては備前一文字風の作をよくこなし、小板目肌のよくつんだ地鉄に乱れ映りが立ち、匂出来の大丁子乱の刃文を焼くが、鎬地が柾がかる点や帽子は直刃で小丸に返る点などで古作と判別できる。